# Линкълн (окръг, Небраска)
Вижте пояснителната страница за други значения на Линкълн.
Окръг Линкълн (на английски: Lincoln County) е окръг в щата Небраска, Съединени американски щати. Площта му е 6669 km², а населението - 34 632 души (2000). Административен център е град Северен Плат.